# 唐·赖特
唐·赖特（英語：Don Wright，1959年4月26日—），澳大利亚男子田径运动员，主攻跨栏。他曾代表澳大利亚参加1978年、1982年和1986年英联邦运动会田径比赛，获得二枚铜牌。